# Stenborgs Teater
För andra betydelser, se Svenska teatern eller Nya teatern.
För Petter Stenborgs andra teater, se Eriksbergsteatern.

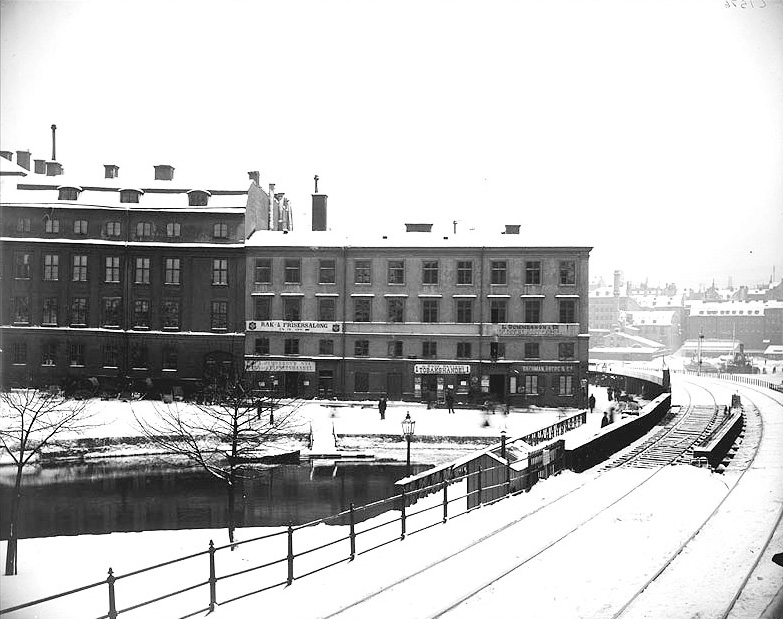
Kirsteinska huset, Munkbron, 1898

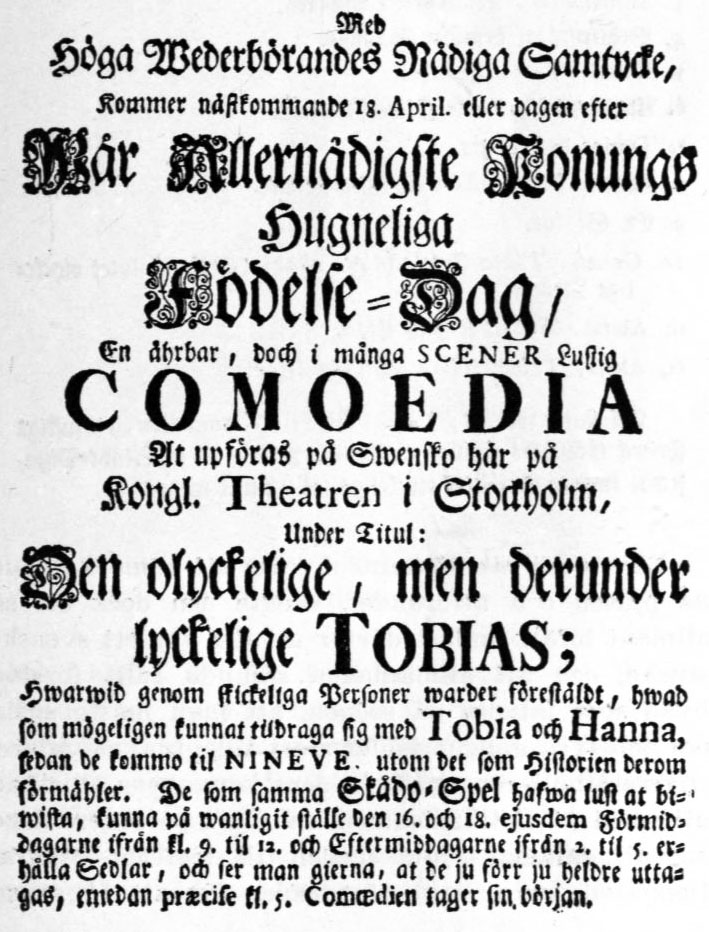
063-Affisch Comoedia-Svenska Teatern 1

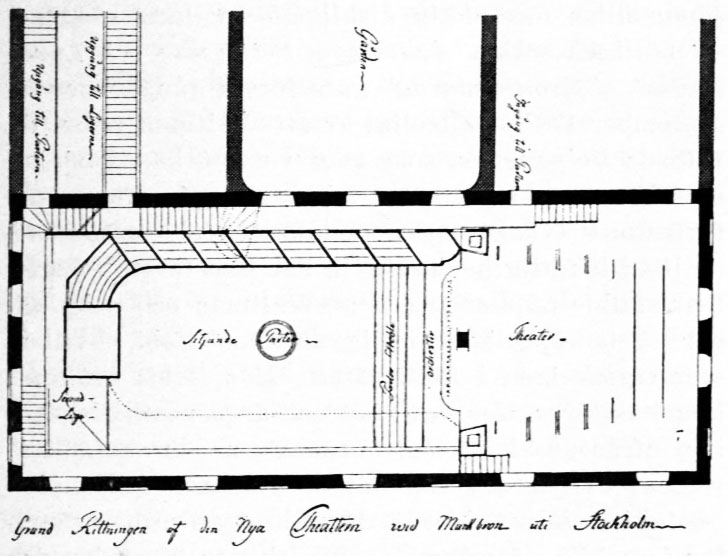
Munkbroteatern i Kirsteinska huset

Stenborgs Teater, också kallad Nya svenska teatern, efter 1788 Svenska Komiska Teatern eller Komiska Teatern, men allmänt kallad Stenborgs Teater, var en teater på sjuttonhundratalet i Gamla Stan i Stockholm, verksam under åren 1784–1799 och vars spelplats kallades Munkbroteatern, då den var inhyst i det så kallade Kirsteinska huset på Munkbrogatan 2. Den var en av de två största och mest populära teatrarna i Stockholm under den gustavianska tiden, och den näst mest betydande teatern i Sverige under denna tid efter Dramaten och Bollhuset. Fram till Dramatens grundande 1788 var den den enda fasta dramatiska teatern på svenska språket i Stockholm.

## Historia

### Bakgrund
Sedan 1753 arbetade den svensktalande teatern Stenborgs Sällskap, som ett turnerande teatersällskap i tillfälliga lokaler i Stockholm under ledning av Petter Stenborg. Då den svenska teatern och Operan nygrundades av Gustav III inkluderade det inte Stenborgs trupp. 1773 öppnades därför Svenska Theatern av Petter Stenborg. Den hölls öppen sommartid med särskilt kungligt tillstånd i lusthuset (rotundan) i Humlegården och man uppförde bland annat Holbergs och Hallmans lustspel.
1780 övertog sonen Carl Stenborg ledningen av teatern som då var förlagd till stora salen på egendomen Eriksberg vid nuvarande Eriksbergsplan (sedan 1788 Timmermansordens egendom). Carl Stenborg gav tidens finare franska och italienska sångpjäser samt skådespel av Voltaire, Molière, Envallsson m. m. Denna teater kallades Eriksbergsteatern 1780–1784. Eriksbergsteatern låg obekvämt utanför staden, och därför ansåg teatersällskapet att det fanns behov av en ny teater. Haeffner var kapellmästare vid teatern åren 1781-83.

### Stenborgs Teater
Bryggaränkan Christina Nyman ville starta en teater vid Munkbron i Gamla Stan, och hon fick kungligt bistånd att göra det 1784. Teatern inrymdes i det som senare kom att kallas Kirsteinska huset, som en stor byggnad i två våningar, varav den första våningen inrymde fyra krogar och flera lägenheter, och den översta inrymde själva teatern. Arkitekten bakom ombyggnaden var slottsbyggmästare Adolf Ulrik Kirstein här flyttade Stenborgs trupp in och började uppträda. Premiären skedde den 29 oktober 1784 med Gustaf Eriksson i Dalarne. Den kallades Munkbroteatern eller Nya Svenska Teatern och från den 4 juni 1788 fick den namnet Svenska Komiska Teatern. 
Teatern var mycket luxuöst inredd; 1784 ansågs den vara den största teatern i Sverige, och ingen annan teater sades ha en sådan fin utsmyckning. Det var ett centrum för stadens kulturliv, och Carl Stenborg bodde i en av dess lägenheter där han höll sammankomster med stadens kulturelit. Gustav III närvarade vid den första föreställningen och gav presenter till skådespelarna efteråt.
Skådespelare togs ofta från operakören, men man tog också emot egna elever. I Dagligt Allehanda 30 november 1786 fanns annonsen: 
"Om några beskedliga föräldrar, som äga barn utaf ett vackert utseende och med en god röst, vilja till deras eget bästa låta dem inöfvas uti en talang, som kan blifva förmånlig för deras framtid, kunna de därtill få undervisning och belöning efter deras förkovran, då de anmäla sig hos hofsekreteraren Stenborg uti Nya Svenska teaterhuset vid Munkbron".
Här uppfördes flera aktuella pjäser; 1785 hade "Barberaren i Sevilla" och 1792 Figaros bröllop Sverigepremiär. Det ansågs i mycket likna den så kallade boulevardteatern som var moderna i Paris. Här uppträdde också utländska artister och cirkusföreställningar; säsongen 1793–94 uppträdde ett engelskt cirkusällskap under bröderna Peter och James Price, där man visade akrobatik och den fyraåriga Louise Price dansade på lina. "Mr och madame Price" hade sedan sitt uppträdande med konstridning på Barnhus- och Riddarhusgårdarna 1787 haft gott rykte i Stockholm och även uppträtt i Comediehuset i Göteborg.     
År 1798 infördes ett monopol för Dramaten i Stockholm som skulle vara till 1842. Den 16 april 1799 gavs sista föreställningen och därefter inlöstes Stenborgs Teater av kung Gustav IV Adolf, efter att Carl Stenborg kommit på obestånd, och införlivades med Kongliga Mindre Theatern i slottet Makalös. Byggnaden revs 1899.

## Personal år 1791

### Regissör
- Didrik Gabriel Björn

### Direktör
- Carl Stenborg

### Skådespelare
- Magnus Bonn
- Anders Lundberg
- Olof Ljungren
- Johan Petter Lindskog
- Carl Gabriel Bonn
- Jonas Sundman

### Skådespelerskor
- Eleonora Säfström
- Lisette Stenberg
- Christina Rahm
- Margareta Sofia Lagerqvist
- Johanna Catharina Enbeck
- Brita Maria Modéer